# Detroit: Become Human
Detroit: Become Human es un videojuego de aventura gráfica, desarrollado por Quantic Dream y publicado por Sony Interactive Entertainment, inicialmente lanzado en exclusiva para la consola PlayStation 4. Posteriormente, Quantic Dream anunció que abandonaba el contrato de exclusividad con Sony y que Detroit: Become Human saldría a la venta en Microsoft Windows. La fecha de lanzamiento para PlayStation 4 fue el 25 de mayo de 2018, mientras que en PC fue lanzado el 12 de diciembre de 2019.
El argumento del videojuego se sitúa en un mundo futurista donde los androides, con auténtica apariencia humana, comienzan a desarrollar sentimientos y emociones humanas, lo que deriva en un problema para los humanos.

## Jugabilidad
Al tratarse de un videojuego con un gran componente dramático y cinematográfico, en Detroit: Become Human el jugador se encuentra ante una historia en la que los personajes pueden morir sin que por ello signifique el final del juego. Teniendo que investigar a fondo y resolver casos o situaciones con inteligencia, ya que las acciones, diálogos y decisiones son determinantes para el desarrollo de la trama y pueden derivar en múltiples finales. Además, cabe destacar que dispone de una mayor libertad a la hora de explorar y que los escenarios son algo más abiertos.

## Personajes
• Bryan Dechart como Connor: es un prototipo, llamado RK800, creado por CyberLife. Su objetivo inicial es ayudar a los detectives humanos en sus investigaciones ofreciéndoles asistencia tecnológica. También está equipado con un módulo social especialmente desarrollado para crear el "socio ideal", capaz de integrarse en cualquier equipo. Está equipado con características especiales, como un analizador molecular en tiempo real y un sofisticado simulador que puede reconstruir eventos pasados. Él es excepcionalmente inteligente, frío y decidido, listo para hacer cualquier cosa para tener éxito en su misión. Cuando se informan los primeros casos de androides con comportamiento anormal, CyberLife ofrece enviar este prototipo para ayudar a la policía de Detroit. Connor ya se ha sometido a pruebas de campo con androides, pero esta es su primera investigación. Connor es enviado a unirse al teniente Hank Anderson, un detective con problemas de depresión y alcoholismo que tiene un odio particular a los androides. Connor tendrá que utilizar su módulo de "psicología" para ganarse el respeto de su compañero y descubrir la verdad sobre los divergentes.
• Jesse Williams como Markus: es un androide que pertenece al célebre pintor Carl Manfred, un anciano que perdió el uso de sus piernas. Si al principio Markus no era más que una máquina a los ojos de Carl, luego se desarrolló gradualmente un afecto paternal. Carl trata a Markus como si fuera humano, le enseña a pintar, lo expone a la literatura y la música; desarrollando su espíritu androide un poco cada día. Finalmente, Carl llega a pensar en Markus como un hijo, para gran descontento del hijo biológico de Carl, Leo. El viaje de Markus lo llevará de cuidador al servicio de un anciano a dirigir una revolución androide histórica. Pero liderar una revolución será mucho más difícil que cualquier cosa que Markus pueda imaginar: debe lidiar con los desacuerdos fácticos de su pueblo, enfrentar dilemas insolubles, elecciones morales y sacrificios. Debe elegir un camino entre la violencia y el pacifismo, entre un puño cerrado y una mano tendida. A través de sus elecciones, Markus escribirá la historia de su pueblo y los llevará a la libertad o a la destrucción.
• Valorie Curry como Kara: es un modelo de asistente doméstico AX400 creado por CyberLife. El AX400 es un modelo común, diseñado para encargarse de las tareas domésticas y cuidar a niños pequeños. Pueden hablar 300 idiomas diferentes, cocinar más de 9000 platos, ayudar a los niños con sus tareas y jugar con ellos. Kara es propiedad de un ex taxista desempleado, llamado Todd Williams, un personaje extraño e impredecible. Él es el padre de una niña pequeña llamada Alice, de quien Kara tiene la tarea de cuidar. En circunstancias difíciles, rápidamente aprenden que no están seguras con Todd. Ambas huirán y lucharán por encontrar un camino a la libertad. Al convertirse en fugitivas, descubrirán un mundo inconexo que se desmorona y comprenderán el extraño sentimiento que las une. Viajarán de encuentro en encuentro, enfrentando la violencia y el odio, pero también la empatía de quienes mantienen la esperanza.

## Doblaje
| Personaje     | Actor de Voz Original | Doblaje de Hispanoamérica | Doblaje de España           |
| ------------- | --------------------- | ------------------------- | --------------------------- |
| Connor        | Bryan Dechart         | José Gilberto Vilchis     | David Robles                |
| Markus        | Jesse Williams        | Miguel Ángel Leal         | Luis Manuel Martín Díaz     |
| Kara          | Valorie Curry         | Andrea Orozco             | Olga Velasco                |
| Hank Anderson | Clancy Brown          | José Luis Orozco          | Luis Bajo                   |
| North         | Minka Kelly           | Romina Marroquín Payró    | Sara Heras                  |
| Luther        | Evan Parke            | Salvador Reyes            | Roberto Encinas             |
| Josh          | Parker Sawyers        | Christian Strempler       | Aitor González              |
| Simon         | Ben Lambert           | Daniel Lacy               | Raúl Lara                   |
| Daniel        | Ben Lambert           | Osvaldo Trejo Rodríguez   | Raúl Lara                   |
| Chloe         | Gabrielle Hersh       | Joanna Ruvalcaba          | Yolanda Mateos              |
| Chloe         | Gabrielle Hersh       | Joanna Ruvalcaba          | Inés Blázquez (Sustitución) |
| Traci         | Amelia Rose Blaire    | Jessica Ángeles           | Yolanda Mateos              |
| Ralph         | Matt Vladimery        | Luis Fernando Orozco      | Jesús Barreda               |
| Jerry         | Kristopher Bosch      | Moisés Iván Mora          | ¿?                          |
| Carlos        | Cornelius Smith Jr.   | Victor Ugarte             | Jos Gómez Adán              |
| JB300         | ¿?                    | Alfonso Obregón           | Jos Gómez Adán              |
| Rupert        | Richard Southgate     | Edson Matus               | ¿?                          |
| Chris Miller  | Edwin Gaffney         | ¿?                        | ¿?                          |
| John          | Edwin Gaffney         | ¿?                        | ¿?                          |
| Elijah Kamski | Neil Newbon           |                           |                             |
| Gavin Reed    | Neil Newbon           |                           |                             |

## Argumento
Markus, un androide asistente y su dueño, Carl Manfred, regresan a casa de un evento social y alertan a la policía de un posible robo. Se trata de Leo, el hijo de Carl, el cual le estaba robando valiosos cuadros. Ante esto se desata una discusión entre padre e hijo, que puede acabar de dos formas diferentes. Haga lo que haga, Markus se convierte en divergente y es disparado por la policía. Después del ataque, despierta en un basurero lleno de androides rotos y, tras repararse, logra escapar. Siguiendo un mapa que le dio otro androide, encuentra el camino a Jericho, un barco carguero destrozado y refugio seguro para los divergentes. Allí entabla amistad con tres androides (Simon, North y Josh) que le ayudan a robar suministros para los divergentes malheridos. Markus alienta a los demás a hacer lo necesario para sobrevivir y en algún momento pelear por sus derechos. Pudiendo optar por usar métodos pacíficos o violentos, realizan varios actos de desobediencia civil, incluyendo una transmisión televisiva de alcance por toda la ciudad, lo que capta la atención de la ciudadanía y hace que más androides se unan a su causa. También Markus (Dependiendo de sus decisiones) logrará entablar un romance con North. Esto culmina con el FBI atacando y destruyendo Jericho. Si sobrevive, Markus y los supervivientes marchan a uno de los campos establecidos para destruir a los androides. En una conversación con el agente principal, Markus puede rendirse o mantenerse firme, lo que resulta en, dependiendo de los actos subsecuentes y de la opinión pública, que todos mueran o que la presidenta abra diálogos de paz con ellos.
Kara, una androide de asistencia doméstica, propiedad de Todd Williams y su hija Alice, escapa con la niña después de que su padre las ataque bajo la influencia de las drogas, acto que convierte a Kara en divergente. Las dos viajan por todo Detroit buscando llegar a Canadá, donde estarán seguras al no haber leyes específicas sobre androides. En el camino, se hacen amigas de otro androide llamado Luther, quien se une a ellas en su viaje. El viaje se hace cada vez más difícil a medida que la revolución de Markus levanta tensiones y el gobierno comienza a cargar contra los androides. Buscan la ayuda de Rose, quien los envía a Jericho, donde pueden obtener pasaportes para cruzar la frontera. Quedan atrapados en el ataque al barco, lo que puede resultar en la muerte de Alice, Kara y Luther. Kara también puede descubrir que Alice es una androide que Todd compró para reemplazar a la hija que se llevó su esposa. Reciben pasaportes y logran abordar el autobús que los llevará a Canadá. Si devuelven los boletos, se encontrarán con Rose y su hijo, quien los dejará en el río que limita con Canadá, donde con unos botes intentarán cruzar la frontera. Si Kara elige robar los boletos de una pareja, llegarán a la frontera, solo para encontrar un punto de control donde escanean a los androides. Kara puede sacrificarse, sacrificar a Luther, sacrificar a otro androide llamado Jerry (si lo había ayudado previamente), o no sacrificar a nadie para así saltarse el control. Si lo logran, y Markus llevó una protesta pacífica, Alice puede cruzar la frontera sola, con Kara o Luther (o con Rose si Luther murió anteriormente y Kara decide sacrificarse), o cruzarla los tres juntos. Sin embargo, si no se toma ninguna decisión, y si Markus llevó una protesta violenta, serán ejecutados por oficiales cercanos. No obstante, hay un final alternativo, que solo se desbloqueará si Kara y Alice son capturadas durante la protesta de Markus (sea pacífica o violenta). En dicho final, ambas son llevadas a un campo de concentración de androides para ser asesinadas, pero tienen la oportunidad de escapar gracias a la ayuda de los androides que se han encontrado a lo largo de su camino. Kara puede decidir escapar con Alice y Luther, solo con Alice y escaparse ella sola. En cualquier caso, despertará en un basurero de androides. Sin embargo hay un final alternativo, si Kara decide no sacrificar a nadie, ella y Alice llegarán a un contenedor donde los androides son destruidos; sin embargo cuando Kara y Alice están a punto de ser destruidas (Si Markus tuvo éxito con la protesta violenta), en ese instante los androides liderados por Markus asaltaran el campo de concentración liberando a Kara, Alice y a todos los androides del campo.
Connor, un androide policial, es enviado por la corporación CyberLife a asistir al teniente Hank Anderson, un policía veterano con problemas con la bebida que odia a los androides. En el curso de su investigación sobre un brote de androides divergentes, pueden forjar un vínculo o distanciarse, esta última culminando potencialmente en que Hank se suicide. Connor también descubre que, cada vez que muere, su memoria es transferida a un nuevo modelo. Durante su cacería del grupo de Markus, comienza a dudar de sí mismo, aunque puede elegir mantenerse firme con sus creencias. En algún momento, conoce al fundador de CyberLife, quien dependiendo de sus elecciones, lo guía a Jericho, aunque él es obligado a salir cuando el FBI realiza el ataque. Dependiendo de sus elecciones pasadas, Connor puede volverse un divergente por sí mismo. Si no lo hace, intentará abatir a Markus o a North (Si Markus murió anteriormente) con un rifle de francotirador durante su protesta final, pero será detenido por un equipo SWAT o por Hank. Sin embargo, si se convierte en divergente, Connor ayuda a Markus en su lucha infiltrándose en la sede de Cyberlife liberando a los androides que están allí. Si logra liberarlos, estará en el discurso dado por Markus, donde pierde el control de sí mismo e intentará matarlo. Si lo evita, se librará del control de CyberLife para siempre.

## Desarrollo
La idea del juego surgió de una demostración técnica llamada "Kara" realizada por Quantic Dream en el año 2012. El cortometraje contaba la historia de una joven llamada Kara, que debía escapar de una fábrica de androides al descubrir que tenía sentimientos. El video se convirtió en un éxito, con más de 27 millones de visualizaciones en YouTube, lo que convenció al estudio a desarrollar un videojuego basado en el personaje.
El anuncio oficial del juego se realizó el 27 de octubre de 2015, en la conferencia de Sony durante la Paris Games Week. David Cage, director de Quantic Dream, explicó que "la idea no era narrar otra historia sobre inteligencias artificiales, sino que queríamos hablar sobre lo que significa ser humano y qué sentiríamos al ponernos en la piel de un androide que descubre nuestro mundo y sus propias emociones".
Durante la feria E3 del 2016, David Cage reveló información acerca del juego en una entrevista. Explicó que solo los androides serían personajes controlables y que podrían morir según las decisiones que el jugador tomara. También, añadió que el juego contaría con la historia más ramificada que hayan hecho jamás, superando al guion de Beyond: Two Souls que contaba con más de 2000 páginas.
El 13 de febrero de 2017, la cuenta de Twitter del estudio desarrollador, informaba que había finalizado el proceso de captura de movimiento para el título.
El 1 de marzo de 2018, Sony confirmó la fecha de lanzamiento de Detroit: Become Human para el 25 de mayo de 2018. También se informó que se pondría a la venta una edición digital Deluxe que contaría con varios contenidos extras. Esta edición especial incluía una copia digital del videojuego Heavy Rain, un libro de arte digital, la banda sonora original con bonus tracks, dos temas dinámicos para PS4 y avatares para PlayStation Network. Además, aquellos que reservaron Detroit: Become Human a través de la PlayStation Store, recibieron la banda sonora original del juego, la cual es diferente a la incluida en la versión Deluxe, un tema dinámico para PS4 ambientado en la ciudad de Detroit, y el acceso anticipado al título Heavy Rain desde el mismo momento en que se realizaba la reserva.
El videojuego, en sus versión para PlayStation 4 estándar, cuenta con una resolución de 1080p y 30 cuadros por segundo, y tiene opción para HDR en los televisores compatibles. Por su parte, la versión para PlayStation 4 Pro mejora la resolución hasta los 2160p mediante renderizado "checkerboarding", a excepción de los menús, que pueden verse en una resolución 4K nativa. También cuenta con efectos visuales mejorados, como por ejemplo, en la iluminación.
El 23 de abril de 2018, Sony y Quantic Dreams anunciaron que el desarrollo del videojuego había finalizado. Además, informaron que el 24 de abril se publicaría una demo del juego en la PlayStation Store. La demo contiene el episodio "La rehén", en el que el androide Connor es el protagonista.

## Banda sonora
Detroit: become human original soundtrack es la banda sonora de la música del videojuego Detroit: Become Human. La banda sonora, publicada por Sony Interactive Entertainment, fue compuesta sobre todo por tres personas: Philip Sheppard, que compuso la banda sonora de Kara (disco 01), John Paesano que compuso la banda sonora de Markus (disco 02) y Nima Fakhrara que compuso la banda sonora de Connor (disco 03). Adam Hochstatter y Braden Kimball trabajaron con John Paesano y compusieron la banda sonora adicional para Markus (disco 04).
Como indica Guillaume de Fondaumiere co-CEO de la compañía Quantic Dreams, buscaban que la banda sonora de cada personaje fuese única, crear música con colores diferentes que identificasen la identidad y el arco individual de cada personaje. Para mostrar la personalidad fría y mecánica de Connor eligieron una banda sonora principalmente electrónica. Para Kara buscaban música que fuera emotiva y conmovedora, subrayando su búsqueda de identidad, amor y empatía. Para Markus, necesitábamos una banda sonora que fuera épica y representara el gran aspecto de su viaje.
El 17 de mayo de 2022, por el 25 aniversario de Quantic Dreams se lanzó Detroit: Become Human Original Soundtrack Volume 2", solo eran 400 copias, que incorporaban los temas musicales de Connor, Kara y Markus, así como pistas de los artistas locales de Detroit. Contenía 2 discos, el primero contenía algunas de las canciones creadas por Philip Sheppard, John Paesano y Nima Fakhrara, y el segundo contenía una selección de ocho artistas independientes de Detroit que ayudaron a llevar el espíritu de su ciudad al juego, desde el soul hasta el techno, pasando por el blues y el hard rock.
| Disco 1: Kara Soundtrack |                                |          |  |
| N.º                      | Título                         | Duración |  |
| 1.                       | «Not Just a Machine (Kara)»    | 0:54     |  |
| 2.                       | «Keep Turning (Kara)»          | 2:00     |  |
| 3.                       | «Little One (Kara)»            | 3:08     |  |
| 4.                       | «Dark Night (Kara)»            | 5:12     |  |
| 5.                       | «Song of the Lost Girl (Kara)» | 3:07     |  |
| 6.                       | «Kara Main Theme (Kara)»       | 6:54     |  |
| 7.                       | «Lost (Kara)»                  | 1:35     |  |
| 8.                       | «Run with Me (Kara)»           | 2:42     |  |
| 9.                       | «I Am Kara (Kara)»             | 3:36     |  |
| 10.                      | «Zlatko (Kara)»                | 2:42     |  |
| 11.                      | «Confrontation (Kara)»         | 2:48     |  |
| 12.                      | «In the Cold (Kara)»           | 4:28     |  |
| 13.                      | «And Then Time Stops (Kara)»   | 0:54     |  |
| 14.                      | «What Is a Mother (Kara)»      | 4:05     |  |
| 15.                      | «Carousel (Kara)»              | 0:53     |  |
| 16.                      | «Buzzkill (Kara)»              | 3:39     |  |
| 17.                      | «All This Will Pass (Kara)»    | 1:46     |  |
| 18.                      | «By Firelight (Kara)»          | 3:00     |  |
| 19.                      | «What Light Breaks (Kara)»     | 1:56     |  |
| 20.                      | «Fly on Foot (Kara)»           | 3:32     |  |
| 21.                      | «Breathe In (Kara)»            | 4:26     |  |
| 22.                      | «No Man Has Borders (Kara)»    | 3:13     |  |
| 23.                      | «By the River (Kara)»          | 2:20     |  |
| 68:50                    |                                |          |  |

| Disco 2: Markus Soundtrack |                                               |          |  |
| N.º                        | Título                                        | Duración |  |
| 1.                         | «Epilogue (Markus)»                           | 1:11     |  |
| 2.                         | «Markus Main Theme (Markus)»                  | 3:01     |  |
| 3.                         | «Father and Son (Markus)»                     | 0:52     |  |
| 4.                         | «Something You’ve Never Seen Before (Markus)» | 3:13     |  |
| 5.                         | «Time to Decide (Markus)»                     | 1:27     |  |
| 6.                         | «The Junkyard (Markus)»                       | 1:11     |  |
| 7.                         | «I Am Markus (Markus)»                        | (1:47)   |  |
| 8.                         | «Lost (Markus)»                               | 1:18     |  |
| 9.                         | «Find Jericho (Markus)»                       | 2:06     |  |
| 10.                        | «We Can’t Save Everyone (Markus)»             | 1:15     |  |
| 11.                        | «A False Freedom (Markus)»                    | 1:40     |  |
| 12.                        | «Treated Like Slaves (Markus)»                | 0:54     |  |
| 13.                        | «Time to Take Action (Markus)»                | 5:32     |  |
| 14.                        | «Markus’ Speech (Markus)»                     | 1:45     |  |
| 15.                        | «Can We Still Trust Our Machines (Markus)»    | 1:57     |  |
| 16.                        | «Cyberlife (Markus)»                          | 1:53     |  |
| 17.                        | «It’s Time We Send a Message (Markus)»        | 2:14     |  |
| 18.                        | «We Are People (Markus)»                      | 5:46     |  |
| 19.                        | «It’s up to You to Decide (Markus)»           | 1:12     |  |
| 20.                        | «A Huge Mistake (Markus)»                     | 1:16     |  |
| 21.                        | «The Revolution Is Starting (Markus)»         | 7:19     |  |
| 22.                        | «Not Human (Markus)»                          | 1:39     |  |
| 23.                        | «We Are Not Afraid (Markus)»                  | 4:08     |  |
| 24.                        | «I Can’t Let My People Die (Markus)»          | 3:32     |  |
| 25.                        | «Finish the Barricade (Markus)»               | 1:29     |  |
| 65:49                      |                                               |          |  |

| Disco 3: Connor Soundtrack |                                   |          |  |
| N.º                        | Título                            | Duración |  |
| 1.                         | «Hostage (Connor)»                | 2:52     |  |
| 2.                         | «Your Choice (Connor)»            | 4:20     |  |
| 3.                         | «Connor and Hank (Connor)»        | 2:18     |  |
| 4.                         | «The Interrogation (Connor)»      | 3:11     |  |
| 5.                         | «Investigation (Connor)»          | 2:09     |  |
| 6.                         | «Now (Connor)»                    | 2:19     |  |
| 7.                         | «As I See Them (Connor)»          | 1:24     |  |
| 8.                         | «Analysing (Connor)»              | 1:11     |  |
| 9.                         | «The Nest (Connor)»               | 1:49     |  |
| 10.                        | «They All Look the Same (Connor)» | 3:40     |  |
| 11.                        | «Eden Club (Connor)»              | 3:48     |  |
| 12.                        | «One by One (Connor)»             | 4:09     |  |
| 13.                        | «The Garden (Connor)»             | 2:43     |  |
| 14.                        | «Kamski (Connor)»                 | 7:42     |  |
| 15.                        | «I Trust You (Connor)»            | 1:32     |  |
| 16.                        | «Crossroads (Connor)»             | 1:52     |  |
| 17.                        | «What’s Your Mission (Connor)»    | 1:09     |  |
| 18.                        | «Meet Markus (Connor)»            | 1:25     |  |
| 19.                        | «Will You Trust Me (Connor)»      | 2:04     |  |
| 20.                        | «Wake Up (Connor)»                | 2:11     |  |
| 21.                        | «Connor Main Theme (Connor)»      | 8:54     |  |
| 62:42                      |                                   |          |  |

| Disco 4 |                                             |          |  |
| N.º     | Título                                      | Duración |  |
| 1.      | «Boom Goes the Music Box (Emily Rose)»      | 3:10     |  |
| 2.      | «Straigt and Narrow (The Whiskey Charmers)» | 4:50     |  |
| 3.      | «Seven Moons (Emily Rose)»                  | 3:49     |  |
| 4.      | «I’d Rather Be Alone (Thornetta Davis)»     | 6:09     |  |
| 5.      | «C Blues (The Whiskey Charmers)»            | 2:11     |  |
| 6.      | «Perfect Day (The Britemores)»              | 4:22     |  |
| 7.      | «Set Me Free (Thornetta Davis)»             | 3:34     |  |
| 8.      | «Can’t Leave (The Whiskey Charmers)»        | 4:01     |  |
| 9.      | «Electric Night (Model 500)»                | 4:11     |  |
| 10.     | «Johnny Lawless (Rocket 455)»               | 3:06     |  |
| 11.     | «Midnight Cry (White Shag)»                 | 3:53     |  |
| 12.     | «Go to Hell (Rocket 455)»                   | 2:18     |  |
| 13.     | «Voices in My Head (White Shag)»            | 3:48     |  |
| 14.     | «Station (Model 500)»                       | 3:25     |  |
| 52:47   |                                             |          |  |

## Recepción

### Crítica
Detroit: Become Human fue recibido con críticas generalmente positivas, consiguiendo una calificación promedio de 78 sobre 100 en Metacritic, con base a 103 reseñas de periodistas de videojuegos.
El periodista Álvaro Castellano de la página web 3DJuegos, opina que "Detroit: Become Human sigue siendo un juego 100% Quantic Dream, así que tiene todos los manierismos y tics de una obra de David Cage y no logrará disuadir a quienes acusan sus lanzamientos de falta de interacción. Sin embargo, es difícil encontrar algo tan potente en su género como lo que ha logrado esta vez. El videojuego de PS4 es formalmente fascinante y tiene una puesta en escena digna de una película, pero no me parece que descuide en absoluto un argumento repleto de decisiones durísimas que tomar, y que se acerca a temas difíciles con seriedad y buen hacer. A mi juicio, el mejor juego hasta ahora de los creadores de Heavy Rain".
Daniel Quesada, en su análisis para HobbyConsolas, comenta que "Aun con pequeños flecos que mejorar, es el mejor juego que ha creado Quantic Dream. Consigue hacerte empatizar con los personajes y pone más a prueba que nunca tu instinto y tus principios". Además, destaca que el juego posee "un incontestable nivel técnico", provocando que los jugadores quieran jugarlo varias veces para descubrir todas sus posibilidades, ya que sus ramificaciones son tremendas.
Lucy O'Brien, de IGN, argumenta que "Detroit: Become Human es un drama de ciencia ficción conmovedor, donde las elecciones pueden impactar en los eventos en un grado mayor y más satisfactorio que en la mayoría de los juegos de este tipo. Aunque desearía que su historia hubiera sido manejada con un toque más suave, especialmente teniendo en cuenta la sutileza que puede transmitirse a través de su tecnología y actuaciones, su trío central está tan bien escrito y actuado, que provocó que sintiera verdadera angustia cuando estaban en peligro y una sensación de victoria cuando triunfan. Lo que es más importante, Detroit ofrece una multitud de rutas transparentes que incitan a volver a jugarlo, y las elecciones tienen una permanencia que aumenta las apuestas en todo momento".

### Ventas
Detroit: Become Human logró vender, tras dos semanas desde su lanzamiento, más de un millón de copias, convirtiéndose de esta manera en el estreno más exitoso de la desarrolladora Quantic Dream. A principios de agosto, la empresa informó que el videojuego había sido jugado por más de 1.5 millones de personas y que se habían superado las 20 millones de horas de juego. A mediados de diciembre de 2018, Sony anunció que Detroit: Become Human había vendido más de 2 millones de unidades. En enero de 2019 se informó de que el juego rozaba los 3 millones.El 7 de octubre de 2024 Guillaume de Fondaumière, CEO de Quantic Dream, anunció que Detroit: Become Human había alcanzado las 10 millones de copias vendidas.